# Georg Waitz
Georg Waitz (9 de outubro de 1813 - 24 de maio de 1886) foi um historiador político da história medieval alemã. É frequentemente mencionado como o principal discípulo de Leopold von Ranke, embora talvez tivesse maior afinidade com Georg Heinrich Pertz ou Friedrich Christoph Dahlmann.

## Biografia
Waitz nasceu em Flensburg, no ducado de Schleswig, e foi educado no ginásio de Flensburg e nas universidades de Kiel e Berlim . Incialmente visando estudar direito, sob a influência de Ranke começou a pesquisar a história medieval alemã, que se tornaria o trabalho de sua vida. Graduou-se em Berlim em 1836, logo começando a se interessar por política. Suas inclinações eram fortemente alemãs, de modo que incomodava o governo dinamarquês. Em 1847, Waitz aceitou se tornar professor de história na Universidade de Göttingen.
As revoluções de 1848 atrasaram a posse da nova cadeira. Quando o partido alemão em Schleswig e o ducado de Holstein se levantaram contra o governo dinamarquês durante a Primeira Guerra de Schleswig, Waitz foi enviado a Berlim para representar os interesses do governo provisório, sendo eleito por Kiel como delegado do Parlamento de Frankfurt . Deixou a vida pública, decepcionado, quando o rei Frederico Guilherme IV da Prússia recusou a coroa imperial. 
Começou a lecionar em Göttingen 1849. Em 1875 mudou-se para Berlim para suceder Pertz como editor principal da Monumenta Germaniae historica, viajando para a Inglaterra, França e Itália para reunir obras ali preservadas. Morreu em Berlim em 24 de maio de 1886. Ele foi casado duas vezes - em 1842 com uma filha de Friedrich Wilhelm Joseph von Schelling, o filósofo, e em 1858 com uma filha de Jakob von Hartmann.